# 巴西殖民地
巴西殖民地（葡萄牙語：Brasil Colonial）是葡萄牙帝國的一個殖民地。其始於16世紀葡萄牙人到達並探索南美洲。該殖民地持續至1815年。此間，葡萄牙皇室因面臨法國波拿巴提王朝的迫害，而渡船到此，巴西因此與葡萄牙和作為另一個葡萄牙殖民地的阿爾加維組成聯合王國，即葡萄牙-巴西與阿爾加維聯合王國。葡萄牙開墾巴西初期（15世纪），该殖民地的经济开发首先是以開採巴西木；16至18世紀時轉為造糖；17世紀末改為開採礦物如鑽石、黃金、鐵等。葡萄牙從其非洲殖民地帶來了許多的黑奴，他們首先是在印度伐木，葡萄牙人把他們帶來巴西後，他們從事開採礦物、巴西木及製作家具等，为巴西出口经济提供了大量劳动力。
巴西鄰近作為西班牙殖民地的新西班牙（今墨西哥）、新格拉納達（今哥倫比亞、委內瑞拉）與秘魯。後來西班牙勢力擴張至拉普拉塔（今阿根廷）。巴西制糖时代，种植园奴隶制開始有了不少发展，而加勒比地区製糖業也在作為西班牙的殖民地新西班牙地區（此指古巴、多明尼加等地）開始。殖民时代末期，葡萄牙人在巴西南部发现并开采礦石。巴西的重要城市也主要鄰近港口、碼頭。巴西殖民地的行政首都因出产重要性的上升和下降而多次迁移。
與取得獨立後分裂為多國的拉丁美洲西班牙殖民地不同，巴西獨立後成為一個君主制國家，即巴西帝國，其君主來自葡萄牙。因巴西獨立後並未出現分裂獨立的情況，所以讓其成為拉丁美洲里最大的國家。就如作為西班牙拉丁美洲殖民地一樣，因本為殖民地的他們受到宗主國的影響，巴西獨立後國家官方宗教為羅馬天主教，主要的行政、國家法律以及憲法等都基本上與西班牙、葡萄牙等的歐洲國家相同。作為拉丁美洲里唯一一個以葡萄牙語作為國語且身為唯一一個前葡萄牙美洲殖民地的巴西，葡萄牙語及拉丁語對巴西及巴西人民尤為重要。

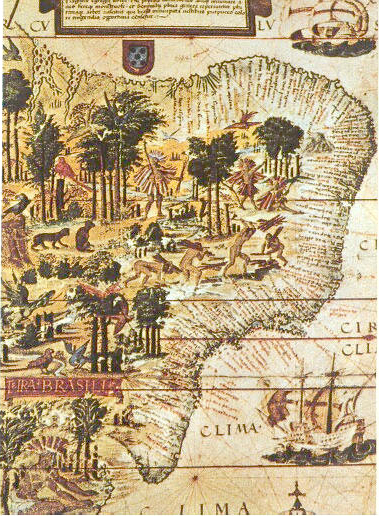
巴西地圖，前葡萄牙南美洲殖民地，1519年